# Сеченьи, Ференц (политик)
Фе́ренц Се́ченьи (венг. Ferenc Széchényi; 29 апреля 1754, Фертёсеплак (ныне — в медье Дьёр-Мошон-Шопрон) — 13 декабря 1820, Вена) — венгерский граф из рода Сеченьи, политик и основатель Венгерской национальной библиотеки и Венгерского национального музея. Отец Иштвана Сеченьи.

## Биография
Родился 28 апреля 1754 года и был шестым ребенком в семье графа Жигмонда Сечени (1720–1769), гусарского капитана, императорского и королевского камергера, и его жены графини Марии Чираки Чиракской и Денесфальвы (1724–1787).
Учился в Академии Терезианского рыцаря в Вене и поступил на государственную службу. В 1783 году император Иосиф назначил его заместителем Франца Эстерхази на должности правителя земли в Хорватии.
25 ноября 1802 года он подарил венгерскому народу свою коллекцию из 11 884 гравюр, 15 000 книг и 1152 рукописи, которые позже были дополнены 6000 гравюрами на меди и 9 206 томами книг из собрания Надьценка . Он также составил каталог будущей библиотеки, напечатал его за свой счет, а затем отправил копию иностранным правителям, зарубежным научным институтам и иностранным национальным ученым, что привело к основанию Национальной библиотеки Сеченьи и Венгерского национального музея. За его щедрые пожертвования и признание его заслуг его заслуги были закреплены законом 1807 года (статья XXIV). Иностранные научные общества одно за другим выразили свое признание, избрав его своим членом: в 1803 году Гёттингенский университет, в 1804 году Йенский университет имени Фридриха Шиллера, в 1812 году Австрийская академия наук. В 1808 году он стал кавалером Ордена Золотого руна.
Сеченьи был просвещенным человеком и в то же время типичным представителем зарождающегося венгерского патриотизма и национализма.
В конце жизни его все больше охватывала печаль, он все больше и больше погружался в мольбу и религиозное покаяние и все больше склонялся к религиозному мистицизму.

## Брак и дети
В 1777 году он женился на графине Юлианне Фештетич, вдове своего брата. У пары было шестеро детей:
- Дьордь (1778—1778) — умер во младенчестве
- Лайош[венг.] (1781—1855)тайный советник, камергер, верховный придворный мастер эрцгерцогини Софии Баварской, был женат дважды, трое сыновей: Имре Сеченьи (1825–1898), Денес Сеченьи[венг.] (1828–1892), Иоганн Сеченьи (1802–1874), и одна дочь Алоизия (1807-1842)
- Франциска Каролина[нем.] (1783—1861), вышла замуж за графа Николауса Баттьяни (1774—1842), после смерти мужа приняла решение уйти в монастырь, основала монастырь Святого Винсента[нем.] со школой, больницей и приютом, сама поступила послушницей в основанный ею монастырь, где она приняла обет и посвятила себя заботе о престарелых и больных.
- София (1788—1865), вышла замуж за графа Фердинанд Зичи цу Зих фон Васоникёй[нем.] (1783—1862)
- Пал (1789—1871), женился на леди Кэролайн Мид, дочери Ричарда Мида, 2 графа Клэнвильяма, в браке родилось трое детей: Андреас Сечени (1812—1842), Дьюла Сеченьи[англ.] (1829—1921), Пал Сеченьи[англ.] (1838—1901).
- Иштван (1791—1860)?  тайный советник, камергер, вице-президент Экономического общества в Пеште, национальный герой Венгрии, министр общественных работ в венгерском революционном правительстве (1848).